# Nothodelphax albocarinatus
Nothodelphax albocarinatus är en insektsart som först beskrevs av Carl Stål 1858.  Nothodelphax albocarinatus ingår i släktet Nothodelphax, och familjen sporrstritar. Arten är reproducerande i Sverige.